# Fourques-sur-Garonne
Fourques-sur-Garonne – miejscowość i gmina we Francji, w regionie Nowa Akwitania, w departamencie Lot i Garonna.
Według danych na rok 1990 gminę zamieszkiwało 1150 osób, a gęstość zaludnienia wynosiła 82 osób/km² (wśród 2290 gmin Akwitanii Fourques-sur-Garonne plasuje się na 376. miejscu pod względem liczby ludności, natomiast pod względem powierzchni na miejscu 815.).